# Jeff Cox
Jeffrey Lindon Cox, né le 9 novembre 1955 à Los Angeles (Californie) aux États-Unis, est un joueur américain de baseball évoluant en Ligue majeure de baseball de 1980 à 1981. Il devient ensuite entraîneur.

## Carrière

### Joueur
Jeff Cox achève ses études secondaires en 1973 à la South Hills High School de West Covina (Californie). Il est recruté comme agent libre amateur le 13 août 1973 par les Royals de Kansas City puis libéré avant le début de la saison 1974. Il suit alors des études supérieures au Manatee Junior College de Bradenton (Floride).
Il signe chez les Athletics d'Oakland le 16 juin 1975 comme agent libre amateur puis passe quatre saisons en Ligues mineures avant d'effectuer ses débuts en Ligue majeure le 1er juillet 1980. Cox participe à 59 rencontres lors de la deuxième moitié de la saison 1980.
Reversé en Triple-A en 1981, il se contente de faire deux apparitions au plus haut niveau sans passer au marbre. 
Cox évolue ensuite en Triple-A au sein des organisations des Tigers de Détroit (Evansville Triplets, 1982), des Royals de Kansas City (Omaha Royals, 1983) puis des Reds de Cincinnati (Vermont Reds, 1984-1985)

### Entraîneur
Sa carrière de joueur achevé, il devient manager en Ligues mineures de 1986 à 2000, à l'exception de deux années : en 1995, il est instructeur au troisième but en 1995 pour les Royals de Kansas City de la Ligue majeure de baseball, et en 1997, il est instructeur dans les mineures pour l'organisation des Braves d'Atlanta. En treize saisons comme manager dans les mineures, Cox compte 736 victoires pour 863 défaites. 
Il revient dans les majeures en juillet 2000 lorsque les Expos de Montréal lui offrent le poste dl'instructeur sur le banc, adjoint au gérant Jeff Torborg, après le congédiement de Luis Pujols. ll fait aussi partie du personnel d'instructeurs des Expos durant la saison 2001.
En 2002, Cox rejoint Torborg, qui dirige maintenant les Marlins de la Floride. D'abord instructeur sur le banc, il passe à l'enclos des lanceurs de relève lorsque Torborg est remplacé par Jack McKeon en mai 2003. En 2004 et 2005, il est l'instructeur au troisième but des Marlins. Il savoure avec eux la conquête de la Série mondiale 2003.
Cox est instructeur au troisième coussin des Pirates de Pittsburgh en 2006 et 2007 puis des White Sox de Chicago de 2008 à 2011.

## Statistiques
En saison régulière
| Statistiques de frappeur |         |    |     |    |    |    |    |    |     |    |       |
| Saison                   | Équipe  | J  | AB  | R  | H  | 2B | 3B | HR | RBI | SB | BA    |
| 1980                     | Oakland | 59 | 169 | 20 | 36 | 3  | 0  | 0  | 9   | 8  | 0,213 |
| 1981                     | Oakland | 2  | 0   | 0  | 0  | 0  | 0  | 0  | 0   | 0  |       |
| Totaux                   | Totaux  | 61 | 169 | 20 | 36 | 0  | 0  | 0  | 9   | 18 | 0,213 |

Note: J = Matches joués; AB = Passages au bâton; R = Points; H = Coups sûrs; 2B = Doubles; 
3B = Triples; HR = Coup de circuit; RBI = Points produits; SB = buts volés; BA = Moyenne au bâton 